# Velká Ves (Bor)
Velká Ves je malá vesnice, část města Bor v okrese Tachov v Plzeňském kraji. Nachází se asi 7,5 kilometru severně od Boru. Velká Ves leží v katastrálním území Velká Ves u Damnova o rozloze 2,42 km².

## Historie
První písemná zmínka o vesnici pochází z roku 1239.

## Obyvatelstvo
| Rok            | 1869 | 1880 | 1890 | 1900 | 1910 | 1921 | 1930 | 1950 | 1961 | 1970 | 1980 | 1991 | 2001 | 2011 | 2021 |
| -------------- | ---- | ---- | ---- | ---- | ---- | ---- | ---- | ---- | ---- | ---- | ---- | ---- | ---- | ---- | ---- |
| Počet obyvatel | 133  | 141  | 145  | 119  | 114  | 122  | 113  | 64   | 67   | 20   | 18   | 4    | 9    | 8    | 7    |
| Počet domů     | 22   | 21   | 22   | 23   | 22   | 22   | 22   | 21   | 21   | 5    | 5    | 3    | 3    | 3    | 3    |

## Obecní správa
Při sčítání lidu v letech 1869–1930 Velká Ves byla osada obce Damnov v okrese Planá. V roce 1950 byla osadou obce Bezděkov v okrese Tachov. V letech 1961–1979 byla znovu částí obce Damnov v okrese Tachov. Od 1. ledna 1980 je částí města Bor v okrese Tachov.

## Galerie

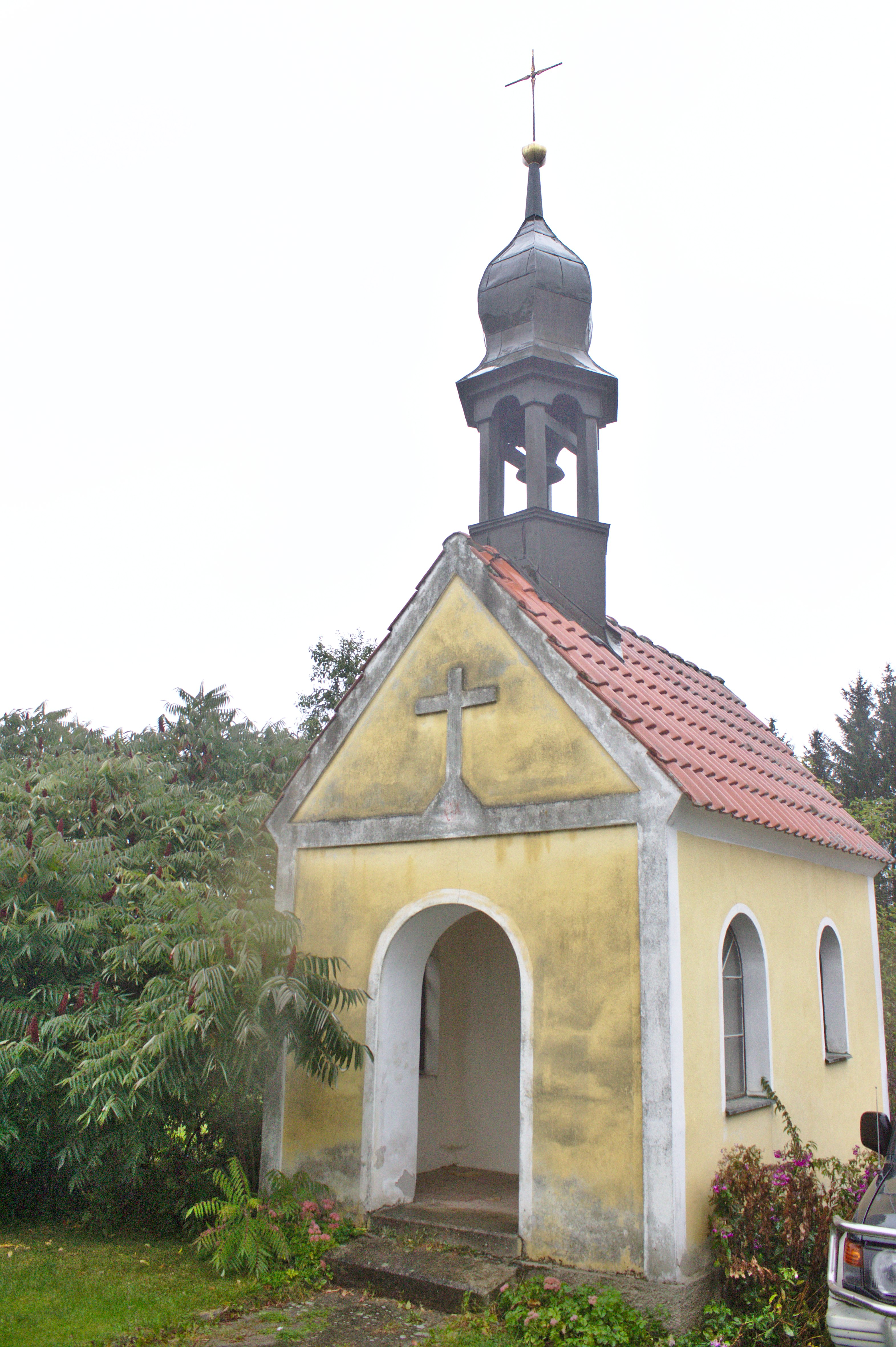
Kaple
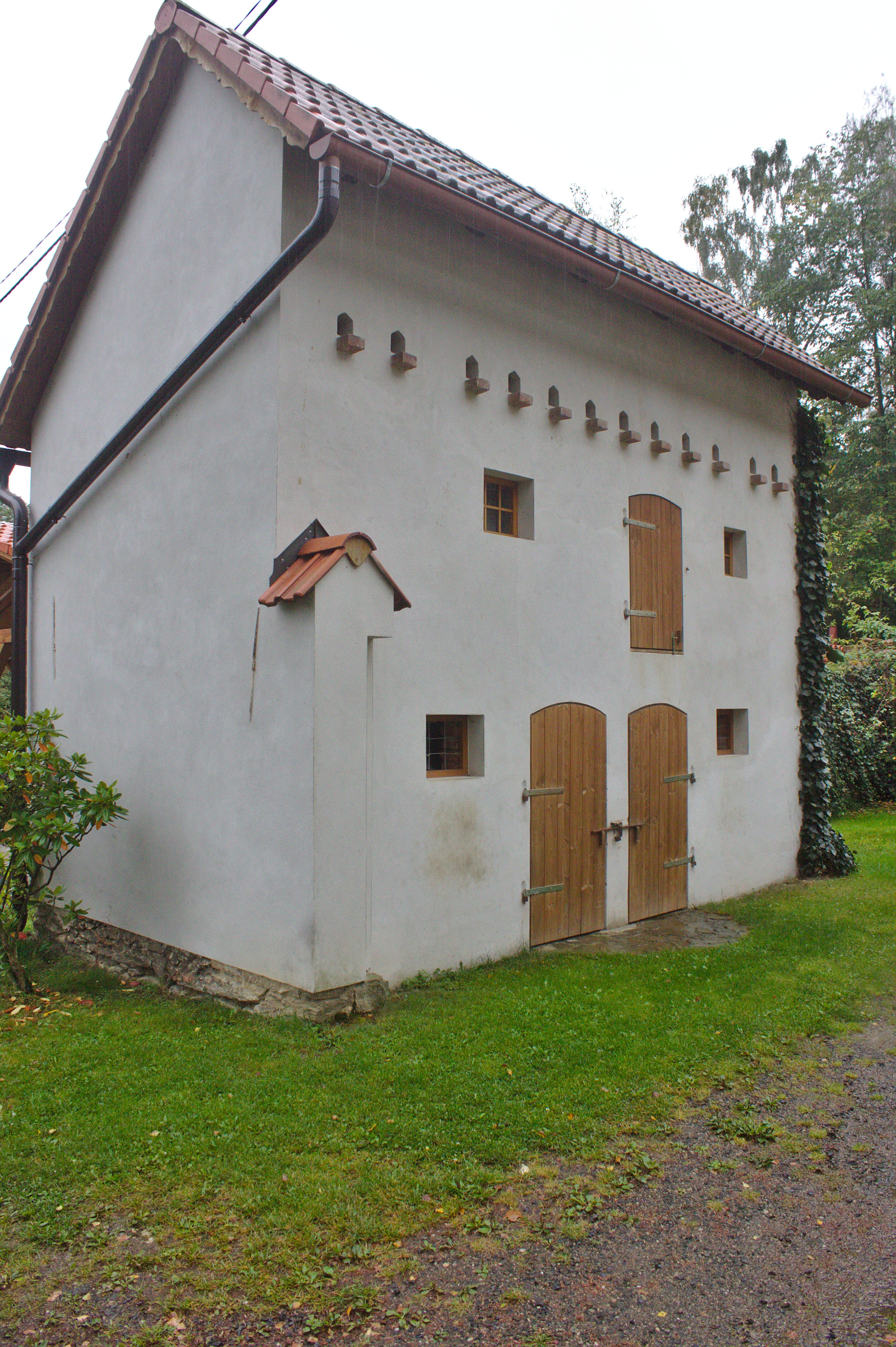
Holubník